# Sanna (voornaam)
Sanna is een vrouwelijke voornaam en is de verkorte Scandinavische vorm van Susanna, dat op zijn beurt een Griekse versie is van een Hebreeuwse naam die "lelie" betekent.

## Bekende naamdraagsters
- Sanna Annukka, Finse illustratrice
- Sanna Fransman, Finse actrice
- Sanna Kurki-Suonio, Finse zangeres
- Sanna Millitz, Nederlands model
- Sanna Nielsen, Zweedse zangeres